# Hans-Joachim Braun (Politiker)
Hans-Joachim Braun (* 28. November 1950  in Neubrandenburg; † 5. Februar 2011) war ein deutscher Pädagoge, Politiker (SPD) und Abgeordneter im Landtag Mecklenburg-Vorpommern in den Jahren 1990 bis 1994.
Hans-Joachim Braun schloss den Schulbesuch in Neubrandenburg im Jahr 1969 mit dem Abitur ab. Ebenso absolvierte er eine Ausbildung zum Agrotechniker. Anschließend studierte er bis 1973 Pädagogik an der Pädagogischen Hochschule Güstrow mit Abschluss als Diplomlehrer für Polytechnik und Werken.
Er wurde 1990 in den Kreistag des Landkreises Wolgast gewählt und amtierte als dessen stellvertretender Präsident. Bei der Landtagswahl in Mecklenburg-Vorpommern 1990 erhielt er ein Mandat über die Landesliste.
Der Stadtvertretung von Wolgast gehörte er bis zu seinem Tode im Februar 2011 an.